# Lasioglossum samaricum
Lasioglossum samaricum är en biart som först beskrevs av Blüthgen 1935.  Lasioglossum samaricum ingår i släktet smalbin, och familjen vägbin. Inga underarter finns listade i Catalogue of Life.